# Annichen Kringstadová
Annichen Cecilie Kringstadová (* 15. červenec 1960 Oslo) je bývalá švédská reprezentantka v orientačním běhu. Tomuto sportu se věnovala od jedenácti let, závodila postupně za kluby Säffle OK, OK Ravinen a Stora Tuna IK. Je čtrnáctinásobnou mistryní Švédska, na mistrovství světa v orientačním běhu skončila v roce 1979 na devátém místě a na následujících šampionátech v letech 1981, 1983 a 1985 dokázala pokaždé vyhrát individuální i štafetový závod. Také pětkrát vyhrála závod O-Ringen, v roce 1982 získala se švédskou štafetou zlato na mistrovství severských zemí.
Závodní kariéru ukončila v 25 letech, vystudovala ekonomii a pracovala jako manažerka v potravinářském průmyslu, byla také funkcionářkou Švédského svazu orientačního běhu.
V roce 1981 byla v anketách Zlatá medaile Svenska Dagbladet a Jerringpriset zvolena nejlepší sportovkyní Švédska.
Věnovala se také maratónu, v roce 1984 se v něm stala vicemistryní Švédska časem 2:40,30.